# Reproduction (biologie)
Pour les articles homonymes, voir Reproduction.

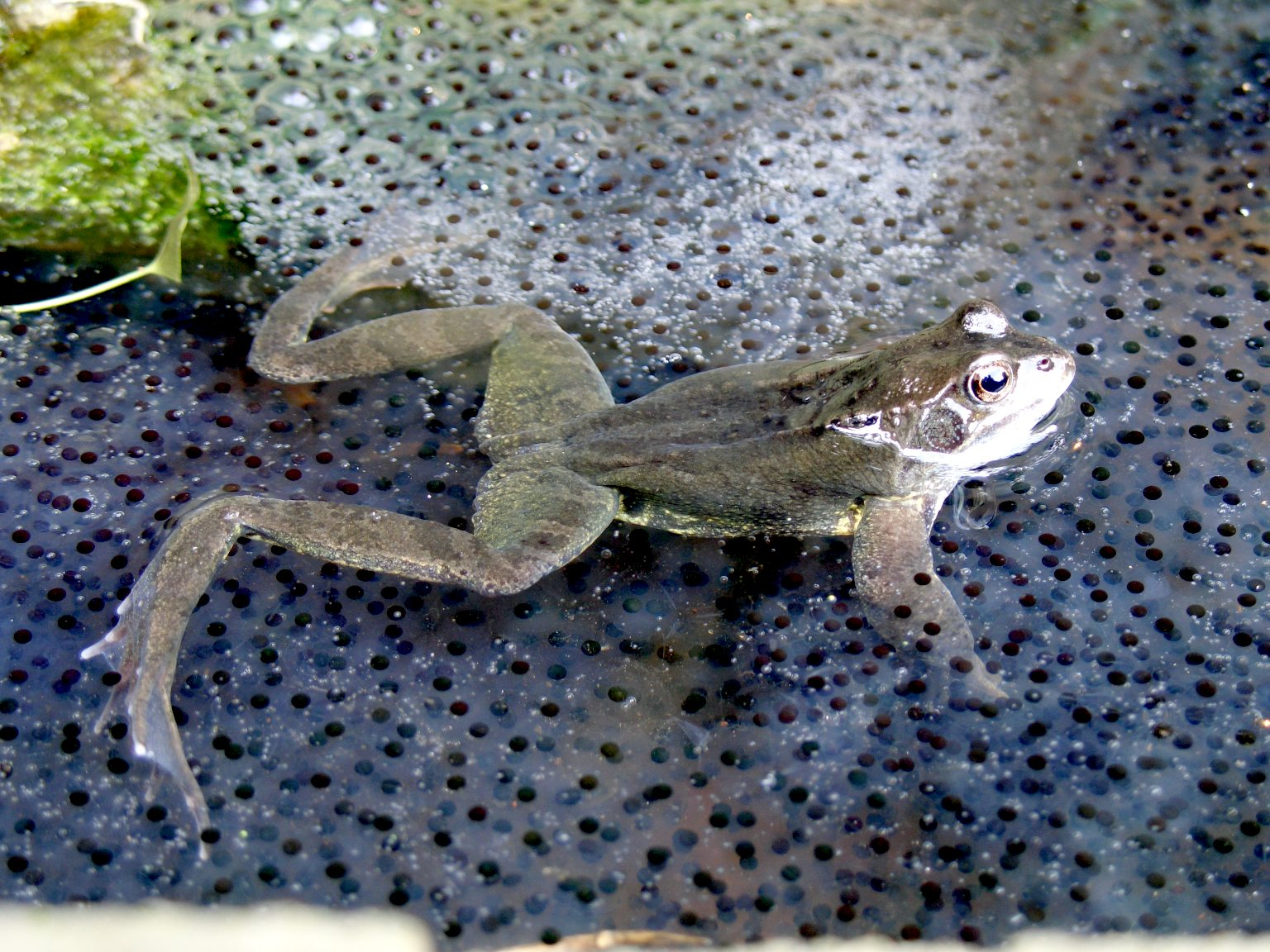
Grenouille au milieu de milliers d'œufs fécondés.

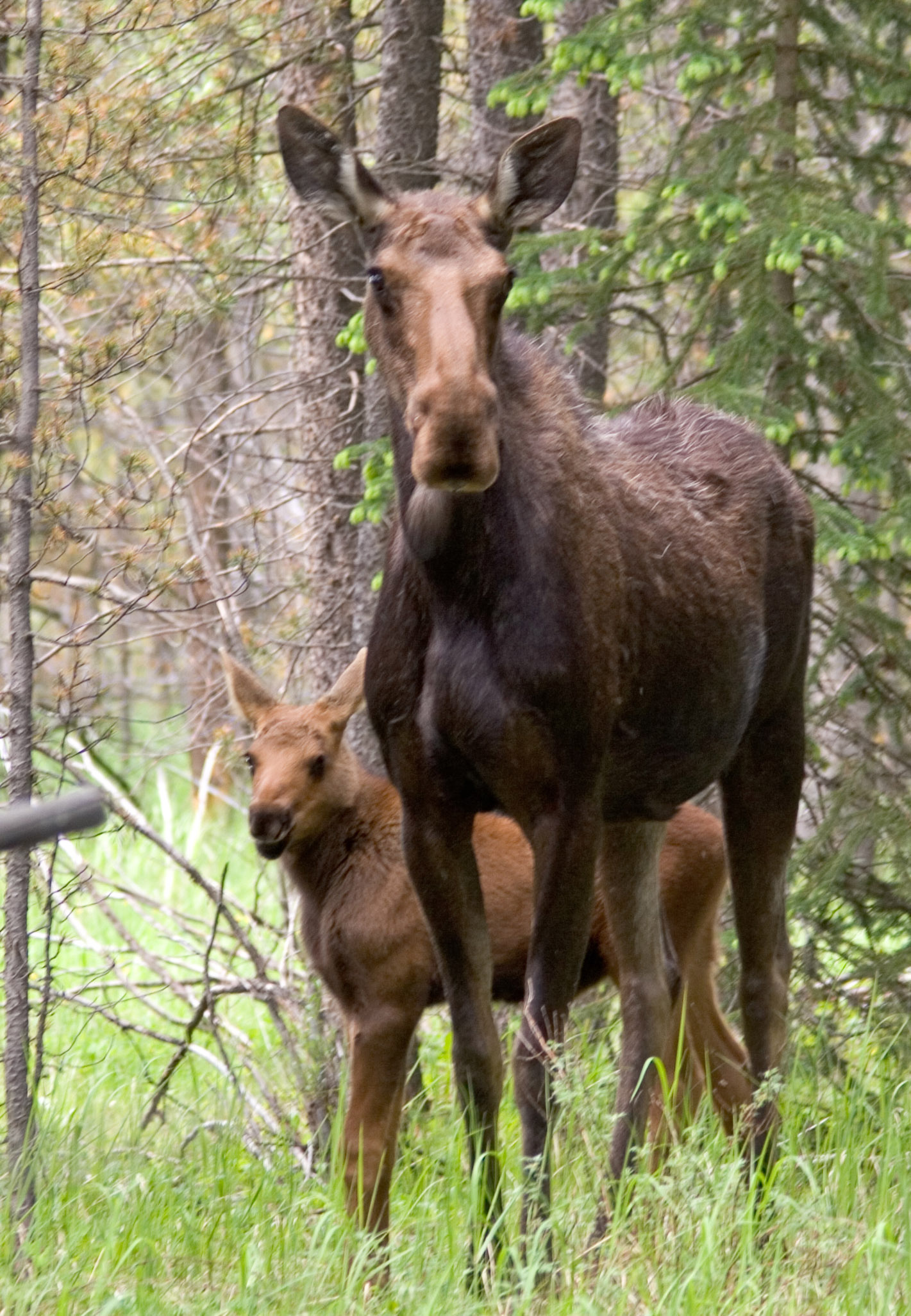
La reproduction avec soin aux jeunes (élan femelle et son petit, Parc national de Rocky Mountain).

En biologie, la reproduction est un processus biologique qui permet la production de nouveaux organismes d'une espèce à partir d'individus préexistants de cette espèce. Avec la nutrition, c'est une des grandes fonctions partagées par tous les organismes vivants, assurant la continuité de l'espèce qui, sans reproduction, s'éteint.
La reproduction peut être couplée à un système de dispersion dans l'espace. Il s'agit de systèmes permettant de coloniser de nouveaux biotopes, et d'augmenter les chances de survie des espèces.
Pour certains auteurs, le terme « reproduction » serait à réserver à la seule reproduction sexuée,,. Or, dans la littérature, le terme recouvre généralement à la fois la reproduction sexuée et la reproduction asexuée.
La reproduction, souvent considérée comme une évidence au sein du vivant, pose en fait des questions évolutives multiples. La fréquence relative des évènements de reproduction sexuée et asexuée varie en effet selon les espèces. Les biologistes observent en fait un continuum entre reproduction sexuée exclusive et reproduction asexuée exclusive, avec tous les intermédiaires possibles.
Avec des variations dépendant du contexte, des individus, populations et espèces (de faune, flore, fonge ou bactéries), il existe un coût de reproduction, correspondant grossièrement aux ressources, énergétiques notamment, que l'individu ou l'espèce alloue à la reproduction. Ces coûts semblent jouer un rôle important dans les processus de sélection naturelle, qu'on peut par exemple analyser selon un modèle coût/avantage. Dans certains cas, les adultes meurent en quelque sorte au profit de leur progéniture après avoir produit un grand nombre d'œufs (les saumons après la ponte par exemple). Dans d'autres cas, comme les grands mammifères, les adultes produisent peu de petits, mais consacrent beaucoup d'énergie à les élever et les protéger, au moins dans les premiers temps de leur vie.

## Deux formes de reproduction
La reproduction sexuée est assurée par la fécondation, c'est-à-dire par fusion des gamètes mâle et femelle donnant un œuf (ou zygote),,,. Cette reproduction non à l'identique permet le maintien d'une diversité génétique au sein des populations, car elle assure le brassage génétique.
La reproduction asexuée, (appelée aussi multiplication asexuée ou reproduction végétative) désigne tous les autres moyens de multiplication où n'interviennent ni gamètes ni fécondation. Dans ce cas, seule la mitose assure la transmission de l'information génétique aux nouvelles cellules : c'est un processus de clonage naturel. Les descendants résultant de cette reproduction ne sont toutefois pas identiques à leur géniteur, car des mutations peuvent être transmises par les cellules reproductrices d'une génération à l'autre et s'accumulent au cours du temps, ce qui permet également une grande variabilité,.
La reproduction est souvent présentée comme la manière dont les individus assurent la « survie de l'espèce », sa pérennité ou sa continuité, mais c'est une conception erronée, d'influence lamarckienne. Les biologistes sont de plus en plus conduits à considérer que les individus ne sont pas une fin en soi, qu'ils ne se reproduisent pas pour assurer la pérennité de leur espèce, mais au contraire qu'ils « sont des artifices inventés par les gènes pour se reproduire » car la seule chose qui persiste et évolue au cours des temps, c'est l'information génétique.

## Reproduction sexuée

Le cycle de reproduction des angiospermes.

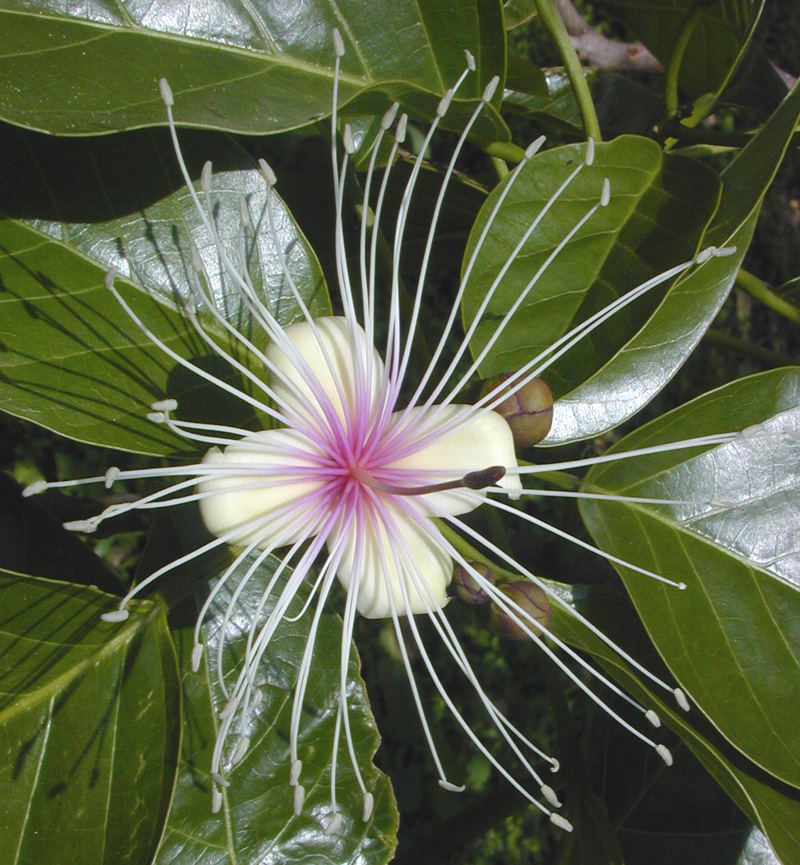
La fleur est l'appareil qui permet la reproduction chez les plantes angiospermes

Cette reproduction fait référence à la rencontre d'individus de types sexuels différents (mâle et femelle, MATa et MATα, + et -) ou, seulement de cellules de types différents. Cette innovation évolutive clé n'implique pas forcément d'accouplement ou de copulation, car des organismes immobiles comme les plantes, les champignons, les moules, sont aussi capables de reproduction. La reproduction sexuée n'est partagée que par les espèces eucaryotes, ce qui permet chez elles le brassage génétique.
Dans une même espèce, les individus ont quasiment le même nombre de gènes (35 000 chez les humains par exemple). En revanche, les versions de ces gènes (les allèles) ne sont pas les mêmes. C'est pour cela que chaque individu est différent. Chez les espèces eucaryotes, la reproduction est l'occasion de brasser, ou de mélanger ces allèles entre deux individus, en général de sexes opposés. Cela produit une nouvelle combinaison d'allèles, donc un nouveau génome. Ceci permet l'évolution des populations, et si l'environnement venait à se modifier (réchauffement du climat, nouveau parasite…), ces nouvelles combinaisons pourront être favorisées par la sélection naturelle.
À chaque génération ou cycle de reproduction, on retrouve au niveau cellulaire les mêmes étapes :
- La méiose, qui produit des cellules haploïdes appelées gamètes ou gamétophytes (selon que la cellule produite participe directement ou non à la fécondation) portant un seul allèle pour chacun des gènes du parent. C'est une étape de importante de brassage génétique, où ont lieu les brassages interchromosomique et intrachromosomique ;
- La fécondation, qui est l'union d'un gamète mâle avec un gamète femelle (par exemple spermatozoïde et ovule) aboutissant à une cellule œuf diploïde, ou zygote, possédant un génome original à partir duquel se développera un nouvel individu.

### Inconvénients
- Elle nécessite normalement la présence d'un second individu. C'est pour éviter ce problème qu'elle a parfois évolué en parthénogenèse, multiplication à partir des ovules sans partenaire, et donc sans fécondation — cas des pucerons, des daphnies, etc. Un animal isolé découvrant un nouveau territoire ne pourra propager l'espèce — sauf s'il s'agit bien sûr d'une femelle fécondée.
- Ce partenaire doit souvent être recherché, ce qui peut être difficile ou dangereux, par exemple les mâles de la même espèce doivent souvent se battre entre eux pour conquérir les femelles.
- La reproduction suppose parfois une concurrence entre mâles ou femelles, donc une compétition. Celle-ci peut demander un surcroit de ressources, une baisse de vigilance vis-à-vis des prédateurs, parfois des blessures ou la mort.
- En cas d'accouplement, il y a un risque d'échange d'agents infectieux — bactérie, virus, champignons, divers parasites…
- De nombreux gamètes doivent être produits et, s'agissant des mâles, ils sont souvent perdus.
- Complexité accrue du génome qui doit développer deux versions différentes mais compatibles : l'une mâle, l'autre femelle au sein de chaque individu (deux allèles issues des deux parents). De plus, l'espèce est contrainte à un processus évolutif plus lent afin de conserver la compatibilité, là où les individus asexués peuvent muter beaucoup plus rapidement pour s'adapter aux changements tels de nombreuses bactéries et virus.
- Réduction de la diversité du vivant réduite aux quelques espèces communes, plutôt qu'à des « individus asexués » tous radicalement différents évoluant séparément avec le temps en autant d'embranchements évolutifs que d'êtres vivants sans les contraintes liées à l'espèce. Ainsi, tous les individus semblables d'une même espèce ont tous les mêmes « points faibles », ce qui peut précipiter la fin de toute l'espèce en peu de temps, par un changement climatique ou un nouveau prédateur.
- Le brassage génétique issu de la reproduction est un avantage pour l'espèce (puisqu'elle fait s'associer un jour ou l'autre les meilleurs gènes) mais cela est un inconvénient majeur pour l'individu. Rien ne dit que la combinaison de ses gènes avec ceux venant de l'autre partenaire (même sélectionné) ne donnera pas des individus déficients. C'est le cas de toutes les maladies génétiques récessives, invisibles chez les parents.

« Dès lors, on peut se demander dans quelles conditions le sexe crée plus de génotypes avantageux qu'il n'en détruit. De plus, dans certains cas, la création de génotypes avantageux peut s'accompagner d'un coût (fardeau de recombinaison et de ségrégation) ».

### Avantages
- Accentuation de la « sélection naturelle » causée par la difficulté de reproduction, ce qui élimine les moins aptes et favorise le croisement des meilleurs individus.
- Recombinaison génétique au cours de la méiose et réparation chromosomique pour réduire les mutations non désirées.
- Théorie du changement adaptatif : diminution du nombre des maladies récessives.
- « Semble lié à une longue vie ».

On peut toutefois remarquer que :
- les maladies récessives ne se manifestent pas dans le cas de la reproduction non sexuée, un individu qui se divise donnant deux individus génétiquement identiques donc peut-être porteurs sains mais non malades. Ce n'est qu'en cas de reproduction que la maladie risque se manifester chez ses descendants…
- si on met à part les risques liés aux inconvénients listés plus haut et de nature à raccourcir la durée de vie, force est de constater que les individus les plus vieux de la planète (comme les arbres millénaires) peuvent tous se multiplier sans le mode sexué… Une plante que l'on bouture à l'infini est virtuellement immortelle, tout comme les bactéries ou même les animaux qui se multiplient ainsi.

### Effets génétiques
Une reproduction faisant intervenir la méiose et la fécondation ne reproduit pas à l'identique le patrimoine génétique des parents. Un enfant n'a pas les mêmes combinaisons d'allèles que son père ou sa mère mais un mélange des deux.
La reproduction sexuée permet en effet la transmission des gènes d'une génération à l'autre mais en induisant de la variabilité génétique. C'est le brassage génétique qui permet une évolution de l'information génétique (indispensable à long terme pour permettre aux espèces de s'adapter par la sélection du milieu selon la vision évolutionniste de Darwin).

### Cas de reproductions particulières

#### Hermaphrodisme chez le phasme
Il y a deux types de reproduction chez le phasme :
- la reproduction sexuée[22], durant laquelle le mâle et la femelle s’accouplent. Quelques jours plus tard la femelle pond des œufs fécondés qui une fois éclos donnent des individus des deux genres ;
- la reproduction asexuée ou parthénogenèse thélytoque. Quand la femelle ne trouve pas de mâle avec lequel s’accoupler, elle se féconde elle-même et ses œufs ne donnent naissance qu’à des femelles. Chez certaines espèces de phasme, cette reproduction est le seul moyen de procréer car il n’y a pas de mâles (en France, on ne trouve que ce type d’espèce).

La plupart des espèces connaissent cependant ces deux modes de reproduction.

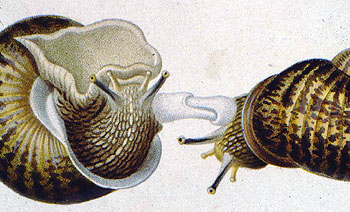
Reproduction de l'escargot.

#### Hermaphrodisme chez l'escargot
L’escargot est une espèce hermaphrodite, c'est-à-dire qu’il est à la fois mâle et femelle. Il possède des organes génitaux mâles et femelles, cependant les organes mâles arrivent à maturité en premier. Il ne peut pas s’autoféconder, la fécondation doit être croisée : chaque reproducteur féconde ses gamètes femelles avec les gamètes mâles de son partenaire.
Durant les préludes amoureux, les deux escargots se titillent les antennes et se piquent mutuellement avec de fins dards en calcaire afin d’activer la sécrétion de sperme. Cependant certains spécimens envoient trop de coups, ce qui nuit à la santé et à la fertilité du partenaire.
L’accouplement dure entre huit et douze heures. Environ dix jours plus tard, les deux géniteurs pondent chacun de leur côté après avoir creusé un trou dans de la terre meuble.

## Reproduction asexuée

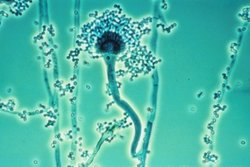
La moisissure Aspergillus produit des spores pour sa multiplication végétative

- Chez les espèces unicellulaires, la division cellulaire assure ce type de reproduction de cellules. Toutes les cellules filles issues d'une même cellule mère disposent d'un patrimoine génétique identique au parent dont elles sont issues, sauf erreurs de copie et/ou mutation de ses gènes. Toutefois, la machinerie moléculaire d'un parent n'est pas nécessairement héritée de manière équitable par ses cellules filles.
- Pour les organismes pluricellulaires, dans tous les cas le schéma est le même : l'organisme « parent » se sépare d'une ou plusieurs cellules, qui seront alors chargées de reconstruire un nouvel organisme (un clone). Puisque la formation de ces cellules ne s'est faite que par mitose (ou division bactérienne), le matériel génétique n'est pas changé.
  - Lorsqu'une seule cellule est dispersée, on parle de spore, qui donne l'aspect poudreux des moisissures, par exemple.
  - Si c'est un groupe de cellules ou un organe, on peut parler de propagule (Hydre (zoologie)), de stolon (organe) (fraisier)…
  - Parfois, l'organisme se sépare en deux, ou plusieurs parties équivalentes (plathelminthes, certaines Annelida, plantes à rhizome…)

## Reproduction et dynamique des populations
La reproduction permet d’assurer la survie des espèces au cours du temps. Aussi, certains événements ou certains facteurs du milieu qui agissent sur la reproduction vont avoir un impact sur la dynamique et le maintien des populations. Les espèces vont parfois même adopter des stratégies reproductives afin d’optimiser l’occupation d’un milieu.

### Stratégies démographiques de reproduction

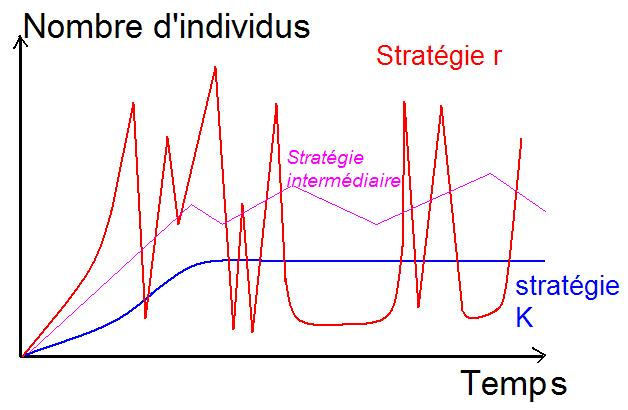
Les stratégies démographiques de reproduction

La survie de l'espèce devant être assurée constamment, face à des environnements différents, l'évolution a sélectionné différentes stratégies. En voici les deux descriptions extrêmes :
- les espèces qui vivent dans les milieux instables et imprévisibles adoptent une stratégie de la reproduction rapide et massive : c'est la stratégie r. C'est le cas des micro-organismes détritivores : moisissures, bactéries, etc.
- dans les milieux prévisibles, aux variations stables ou cycliques, la stratégie sélectionnée est celle de la reproduction moins rapide mais efficace, notamment par rapport aux quantités de ressources nécessaires. C'est la stratégie K. C'est l'exemple des organismes complexes (mammifères).

Par exemple, chez les vertébrés, l'élan a une stratégie K : peu de descendants, allaitement… En revanche, la grenouille est caractérisée par une stratégie r : beaucoup de descendants et de mortalité, aucun soin aux jeunes.

### Reproduction et ressources alimentaires

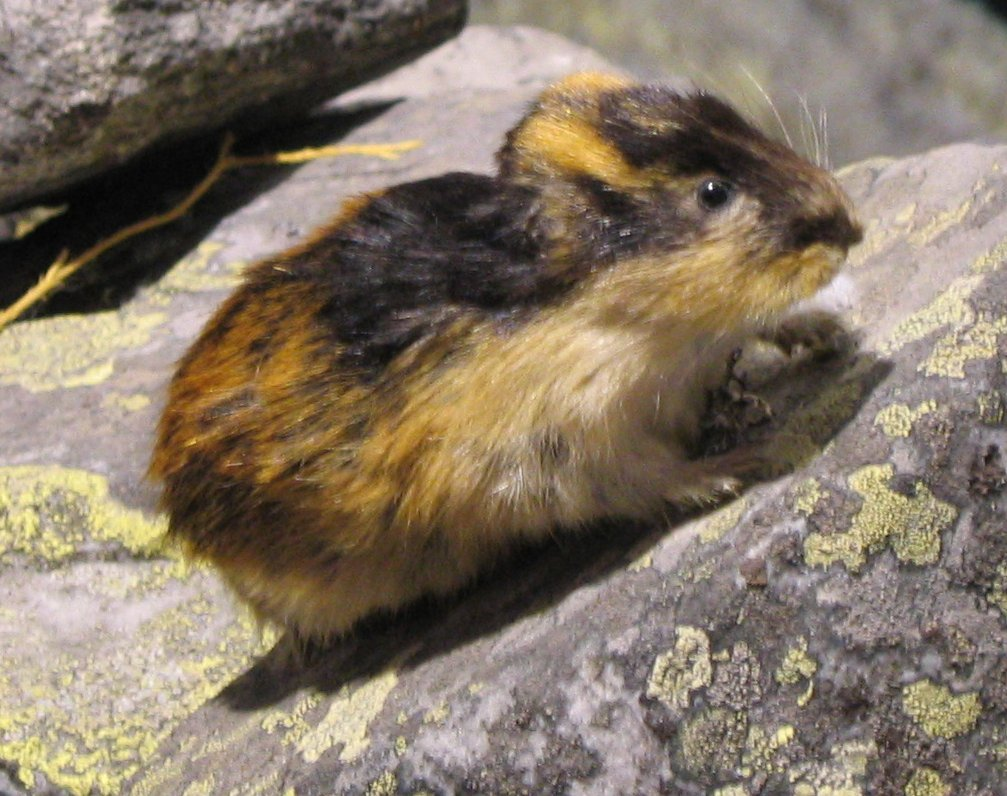
Un lemming

La reproduction d'une espèce peut dépendre des variations de la population d'une autre espèce. C'est le cas des harfangs des neiges et des lemmings.
Les lemmings jouent des rôles écologiques importants dans l’écosystème de l’Île Bylot. Ils sont les proies principales de plusieurs prédateurs comme le Harfang des neiges. Ils influencent également la végétation de la toundra en dispersant les graines et en ravageant les plantes par leur broutement intensif. La population de lemmings évolue de manière cyclique. Si les conditions sont bonnes, les lemmings peuvent se reproduire et avoir plusieurs portées par année. Ainsi, leur population augmente jusqu’à ce qu’il n’y ait plus suffisamment de plantes pour soutenir l’ensemble des individus de la population. À ce moment, la population décline, la végétation se régénère et le cycle reprend. Sur l’Île Bylot, l’intervalle de temps entre deux pics d’abondance dans la population de lemmings est de 3 à 4 ans.
Le Harfang des neiges est un prédateur que l’on retrouve périodiquement sur l’Île Bylot. Le Harfang des neiges vit principalement dans les zones herbeuses et découvertes de la toundra arctique il se nourrit surtout de petits mammifères comme les lemmings. Bien que le Harfang des neiges soit reconnu comme étant un oiseau migrateur, ses mouvements migratoires sont très imprévisibles, influencés par les fluctuations dans l’abondance de sa proie principale, le lemming.

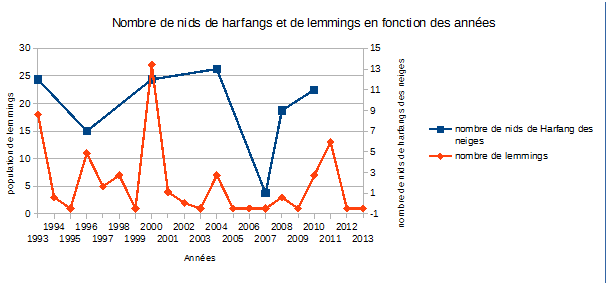
Graphique indiquant le nombre de lemmings et de harfangs

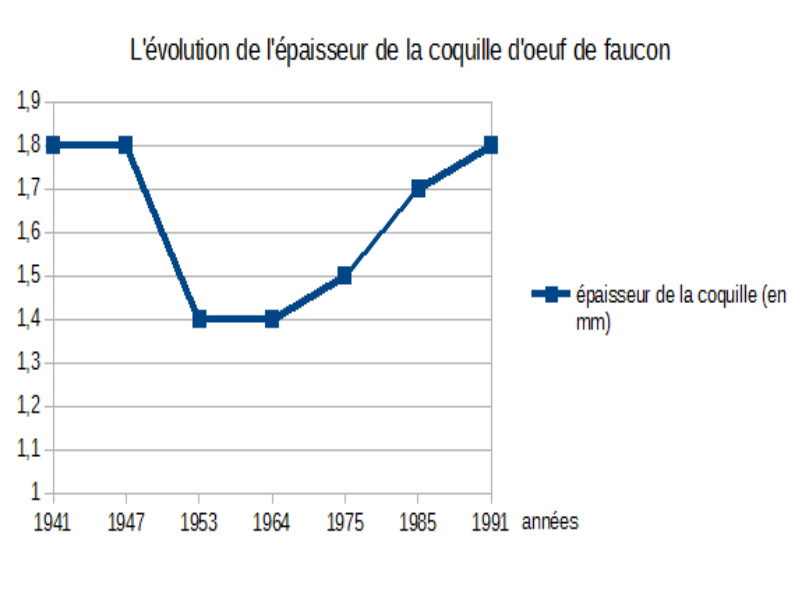
L'évolution de l'épaisseur de la coquille de faucon pèlerin

Le harfang s'adapte aux variations du Lemmings. Comme le Harfang des neiges a de la difficulté à chasser d’autres mammifères arctiques, comme le Lièvre arctique (Lepus arcticus), sa reproduction est largement affectée par la fluctuation des populations de lemmings. La femelle pond un œuf tous les deux jours, ce qui fait que les oisillons éclosent avec le même intervalle. Le nid contient donc des jeunes de tailles très différentes. Si la quantité de proies ne permet pas de nourrir tous les oisillons, les plus jeunes et les plus petits ne peuvent pas se mesurer à leurs aînés et finissent par mourir de faim. En période d'abondance de nourriture, une femelle harfang pond jusqu'à douze œufs, contre seulement quatre quand les proies se font rares. Quand il y a trop peu de nourriture, les harfangs ne pondent pas du tout et, dans ce cas, les femelles ne construisent même pas de nid.

### Conséquences des insecticides sur la reproduction des faucons pèlerins
Depuis 1946, l’utilisation des insecticides fait de produits organochlorés tel que le DDT, l’aldrine et la dieldrine est arrivé jusqu’aux faucons pèlerins.

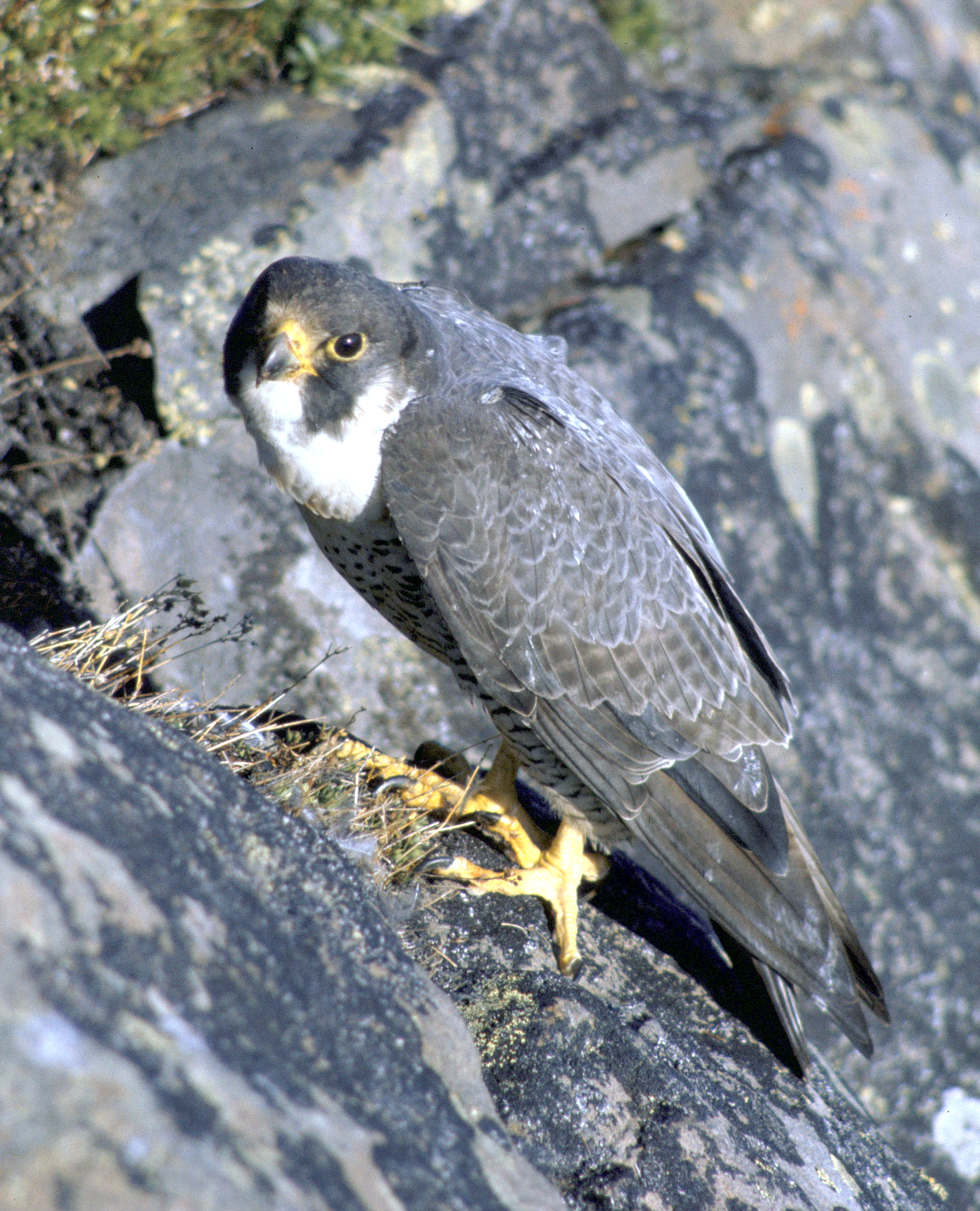
Faucon pèlerin dans son nid en Alaska à Nest

Elles ont engendré une perturbation sur la reproduction de ceux-ci, ce qui a entrainé une baisse du nombre d’œufs pondus de la part des faucons pèlerins, et une modification de l’épaisseur de la coquille des œufs qui s’est mise à diminuer depuis 1953 puis s’est stabilisée jusqu’en 1964 pour ensuite augmenter jusqu’en 1990 où l’épaisseur de la coquille repris son apparence et épaisseur normale.
Ces insecticides augmentent également le taux des bébés faucons qui meurent ayant eu un contact très jeune avec ces produits.

### Impact des barrages sur la reproduction des saumons

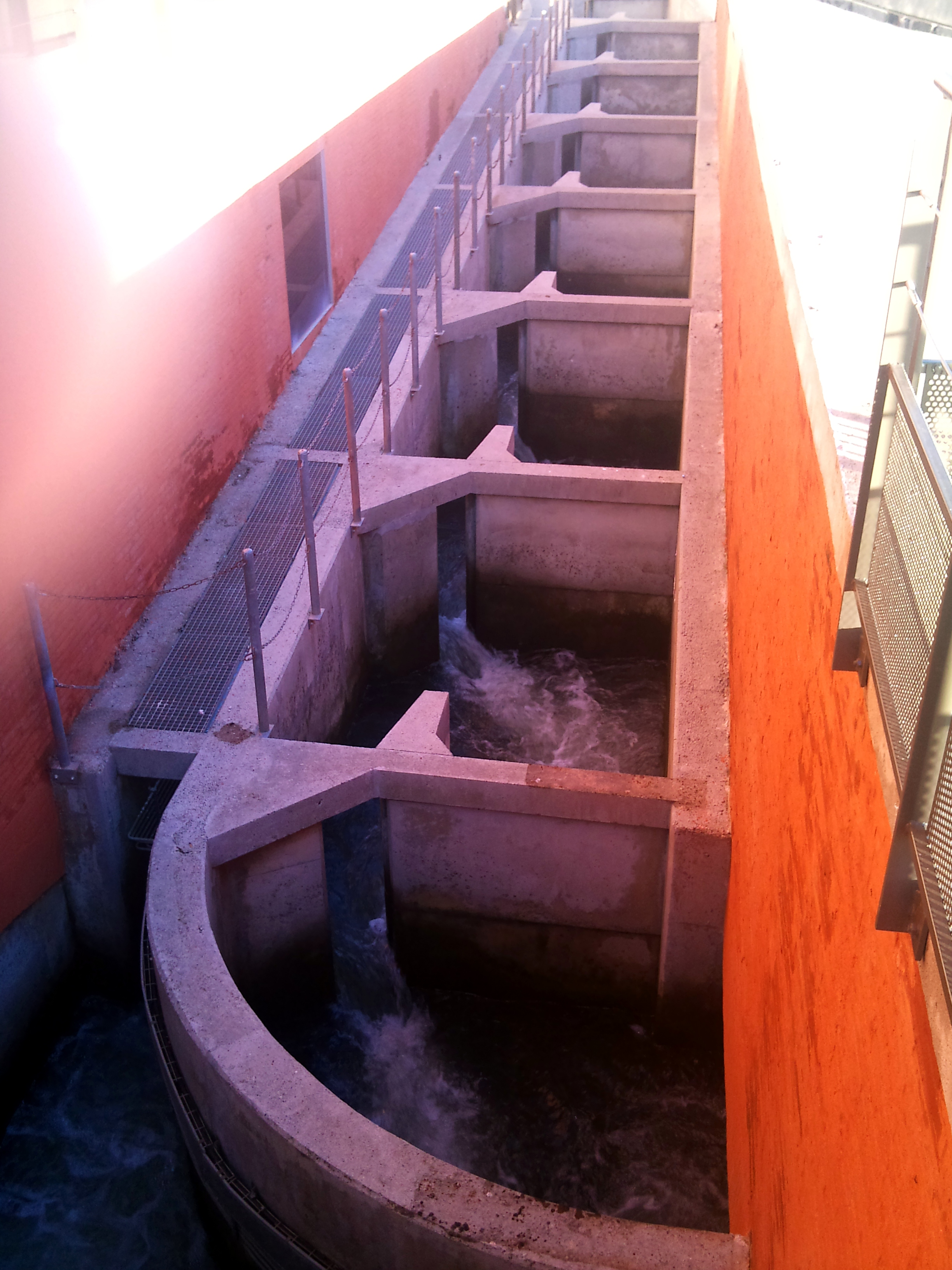
Passe à poissons, barrage du Bazacle, Toulouse

Après avoir passé plusieurs années en mer, les saumons adultes reviennent dans leurs rivières natales pour se reproduire : ce sont donc des poissons migrateurs. Ils naissent en eau douce, rejoignent la mer pour grandir et reviennent en rivière pour se reproduire.
L’extinction du saumon atlantique met en évidence l’effet néfaste des barrages. Tout obstacle physique présent dans un cours d’eau peut perturber plus ou moins gravement les déplacements des poissons, notamment ceux vers les zones de reproduction.
À partir du milieu des années 1990, les barrages sont aménagés avec création ou amélioration des dispositifs de franchissement (passes à poisson).

## Reproduction et colonisation de nouveaux milieux

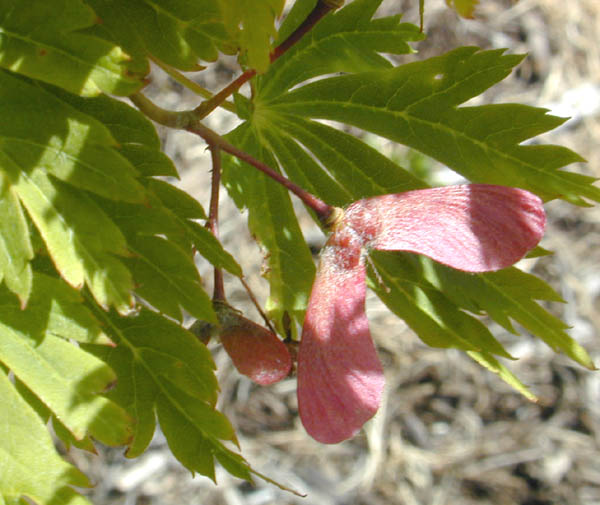
Le fruit de l'érable (samare) contient la graine, et une aile qui permet de freiner la chute et donc favorise la dispersion par le vent.

Chez de nombreuses espèces, animales ou végétales, les organismes adultes (aptes à se reproduire) sont immobiles : plantes, champignons, huître, corail… Les systèmes de reproduction sont alors couplés à des systèmes de dispersion des jeunes organismes :
- une plantule contenue dans une graine et éventuellement un fruit ;
- des spores (de champignon, de fougère, de bactérie…) ;
- des larves (corail, moule…) ;
- des œufs (ténia…).

Comme ces jeunes structures sont petites et légères, le transport est passif. Il est assuré par le vent, les courants d'eau, ou encore grâce à d'autres espèces.

## La reproduction des informations génétiques
Que ce soit pour la reproduction sexuée ou la multiplication végétative, l'hérédité n'est possible que si le support de l'information génétique (l'ADN) est dupliqué et transmis au nouvel organisme. Cela est possible dans tous les cas grâce à la réplication de l'ADN, qui précède généralement toute division cellulaire comme la mitose ou la méiose. Le mode de réplication de l'ADN est universel dans le monde vivant : c'est le mode semi-conservatif.

## Reproduction entre variétés ou espèces différentes
Le produit d'une reproduction réussie peut ne pas appartenir à la même espèce, stricto sensu. En effet, certaines espèces différenciées depuis « peu » de temps à une échelle évolutionniste restent assez voisines pour que la procréation sexuée reste possible, même si le produit (hybride) est rarement fertile. Le cas est bien connu :
- entre ânes et chevaux : mulet et mule ;
- entre lions et tigres : tigron et ligre.

Le phénomène peut même prendre une extension spectaculaire, avec des variations importantes dans la structure génétique (modification importante dans le nombre et la structure des chromosomes) et la forme et les caractéristiques de l'hybride :
- entre certains végétaux : blé et seigle : triticale ;
- Miscanthus géant, une graminée hybride stérile, mais qui peut se développer par ses rhizomes, qui atteint et dépasse 4 mètres de hauteur.